# The Morning Show
The Morning Show ist eine US-amerikanische Drama-Fernsehserie von Jay Carson über zwei Nachrichtenmoderatorinnen. Die Hauptrollen spielen Jennifer Aniston und Reese Witherspoon. Die Serie ist eine Satire über US-Nachrichtensender und basiert auf dem Buch Top of the Morning: Inside the Cutthroat World of Morning TV von Brian Stelter.
Die erste Staffel hatte am 1. November 2019 sowohl in den USA als auch im deutschsprachigen Raum beim Streamingdienst Apple TV+ Premiere. Die zweite Staffel lief vom 17. September bis zum 19. November 2021.
Im Januar 2022 wurde die Serie um eine dritte Staffel verlängert. Am 13. September 2023 wurden die ersten beiden Folgen der dritten Staffel veröffentlicht, jeden Mittwoch erscheint eine neue Folge.
Bereits am 1. Mai 2023, also rund 4 Monate vor Veröffentlichungsstart der dritten Staffel, wurde die Serie um eine vierte Staffel verlängert.

## Handlung
Alex Levy moderiert die beliebte Nachrichtensendung The Morning Show, die hervorragende Einschaltquoten aufweist und das Gesicht des amerikanischen Fernsehens verändert hat. Nachdem ihrem Partner Mitch Kessler sexueller Missbrauch vorgeworfen wurde, verkündet sie während der Sendung dessen Entlassung, was zu weiteren Problemen führt.

## Produktion
Im November 2017 wurde bekannt, dass Apple einen Serienauftrag mit zwei Staffeln mit jeweils zehn Folgen gegeben hat. Jay Carson wurde als Drehbuchautor und Showrunner der Serie engagiert. Die Hauptrollen wurden mit Jennifer Aniston und Reese Witherspoon besetzt.
Im Oktober 2018 wurde verkündet, dass Steve Carell, Gugu Mbatha-Raw, Billy Crudup, Nestor Carbonell und Mark Duplass für die Serie verpflichtet wurden. Einen Monat später schlossen sich Bel Powley, Karen Pittman und Desean Terry der Besetzung an.
Die Dreharbeiten zur ersten Staffel fanden vom 31. Oktober 2018 bis zum 9. Mai 2019 statt. Es wurde vor allem in Los Angeles und New York City gedreht.

## Besetzung und Synchronisation
Die deutschsprachige Synchronisation übernimmt FFS Film- & Fernseh-Synchron, durch die Dialogbücher und unter der Dialogregie von Martin Schmitz und Stefan Ludwig.
| Rolle                | Schauspieler       | Hauptrolle | Nebenrolle | Synchronsprecher       |
| -------------------- | ------------------ | ---------- | ---------- | ---------------------- |
| Alex Levy            | Jennifer Aniston   | 1.01–      |            | Ulrike Stürzbecher     |
| Bradley Jackson      | Reese Witherspoon  | 1.01–      |            | Manja Doering          |
| Cory Ellison         | Billy Crudup       | 1.01–      |            | Peter Flechtner        |
| Charlie „Chip“ Black | Mark Duplass       | 1.01–      |            | Gerrit Hamann          |
| Yanko Flores         | Nestor Carbonell   | 1.01–      |            | Oliver Feld            |
| Mia Jordan           | Karen Pittman      | 1.01–      |            | Svantje Wascher        |
| Daniel Henderson     | Desean Terry       | 1.01–      |            | Tommy Morgenstern      |
| Jason Craig          | Jack Davenport     | 1.01–1.08  |            | Armin Schlagwein       |
| Hannah Shoenfeld     | Gugu Mbatha-Raw    | 1.01–1.10  |            | Damineh Hojat          |
| Claire Conway        | Bel Powley         | 1.01–1.10  | 2.09       | Alice Bauer            |
| Mitch Kessler        | Steve Carell       | 1.01–2.07  |            | Uwe Büschken           |
| Stella Bak           | Greta Lee          | 2.01–      |            | Katharina Schwarzmaier |
| Ty Burton            | Ruairi O’Connor    | 2.01–      |            | Philipp Lind           |
| Laura Peterson       | Julianna Margulies | 2.03–      |            | Anke Reitzenstein      |

## Episodenliste

### Staffel 1
| Nr. (ges.) | Nr. (St.) | Deutscher Titel                                 | Originaltitel                                                 | Erstveröffentlichung USA | Deutschsprachige Erstveröffentlichung (D/A/CH) | Regie             | Drehbuch                                   |
| ---------- | --------- | ----------------------------------------------- | ------------------------------------------------------------- | ------------------------ | ---------------------------------------------- | ----------------- | ------------------------------------------ |
| 1          | 1         | Noch ist es nicht dunkel, aber es dämmert schon | In the Dark Night of the Soul It’s Always 3:30 in the Morning | 1. Nov. 2019             | 1. Nov. 2019                                   | Mimi Leder        | Kerry Ehrin & Jay Carson                   |
| 2          | 2         | Ein Platz am Tisch                              | A Seat at the Table                                           | 1. Nov. 2019             | 1. Nov. 2019                                   | Mimi Leder        | Kerry Ehrin Idee: Kerry Ehrin & Jay Carson |
| 3          | 3         | Der Sprung ins kalte Wasser                     | Chaos Is the New Cocaine                                      | 1. Nov. 2019             | 1. Nov. 2019                                   | David Frankel     | Erica Lipez                                |
| 4          | 4         | Diese Frau                                      | That Women                                                    | 8. Nov. 2019             | 8. Nov. 2019                                   | Lynn Shelton      | Adam Milch                                 |
| 5          | 5         | Glaub mir, dann singe ich für dich              | No One’s Gonna Harm You, Not While I’m Around                 | 15. Nov. 2019            | 15. Nov. 2019                                  | David Frankel     | Torrey Speer                               |
| 6          | 6         | Das Pendel schwingt                             | The Pendulum Swings                                           | 22. Nov. 2019            | 22. Nov. 2019                                  | Tucker Gates      | Kristen Layden                             |
| 7          | 7         | Haifischbecken                                  | Open Watersheds                                               | 28. Nov. 2019            | 28. Nov. 2019                                  | Roxann Dawson     | Jeff Augustin                              |
| 8          | 8         | Es ist einsam an der Spitze                     | Lonely at the Top                                             | 6. Dez. 2019             | 6. Dez. 2019                                   | Michelle MacLaren | JC Le                                      |
| 9          | 9         | Schachmatt                                      | Play the Queen                                                | 13. Dez. 2019            | 13. Dez. 2019                                  | Kevin Bray        | Erica Lipez & Ali Vingian                  |
| 10         | 10        | Das Interview                                   | The Interview                                                 | 20. Dez. 2019            | 20. Dez. 2019                                  | Mimi Leder        | Kerry Ehrin                                |

### Staffel 2
| Nr. (ges.) | Nr. (St.) | Deutscher Titel         | Originaltitel          | Erstveröffentlichung USA | Deutschsprachige Erstveröffentlichung (D/A/CH) | Regie               | Drehbuch                               |
| ---------- | --------- | ----------------------- | ---------------------- | ------------------------ | ---------------------------------------------- | ------------------- | -------------------------------------- |
| 11         | 1         | Die Kunst des Pokerns   | My Least Favorite Year | 17. Sep. 2021            | 17. Sep. 2021                                  | Mimi Leder          | Erica Lipez & Adam Milch & Kerry Ehrin |
| 12         | 2         | Das Comeback            | It’s Like The Flu      | 24. Sep. 2021            | 24. Sep. 2021                                  | Mimi Leder          | Torrey Speer & Kristen Layden          |
| 13         | 3         | Wieder vereint          | Laura                  | 1. Okt. 2021             | 1. Okt. 2021                                   | Lesli Linka Glatter | Brian Chamberlayne & Jeff Augustin     |
| 14         | 4         | Kampf um die Moderation | Kill the Fatted Calf   | 8. Okt. 2021             | 8. Okt. 2021                                   | Jessica Yu          | Ali Vingiano & Scott Troy              |
| 15         | 5         | Mitchs Beichte          | Ghosts                 | 15. Okt. 2021            | 15. Okt. 2021                                  | Tucker Gates        | Erica Lipez & Adam Milch               |
| 16         | 6         | Galgenhumor             | A Private Person       | 22. Okt. 2021            | 22. Okt. 2021                                  | Rachel Morrison     | Torrey Speer & Stacy Osei-Kuffour      |
| 17         | 7         | Rechenschaft            | La Amara Vita          | 29. Okt. 2021            | 29. Okt. 2021                                  | Mimi Leder          | Kerry Ehrin & Scott Troy               |
| 18         | 8         | Im Ungewissen           | Confirmations          | 5. Nov. 2021             | 5. Nov. 2021                                   | Victoria Mahoney    | Brian Chamberlayne & Ali Vingiano      |
| 19         | 9         | Neue Enthüllungen       | Testimony              | 12. Nov. 2021            | 12. Nov. 2021                                  | Miguel Arteta       | Scott Troy & Justin Matthews           |
| 20         | 10        | Fieber                  | Fever                  | 19. Nov. 2021            | 19. Nov. 2021                                  | Mimi Leder          | Kerry Ehrin                            |

### Staffel 3
| Nr. (ges.) | Nr. (St.) | Deutscher Titel               | Originaltitel        | Erstveröffentlichung USA | Deutschsprachige Erstveröffentlichung (D/A/CH) | Regie              | Drehbuch                                       |
| ---------- | --------- | ----------------------------- | -------------------- | ------------------------ | ---------------------------------------------- | ------------------ | ---------------------------------------------- |
| 21         | 1         | Die Kármán-Linie              | The Kármán Line      | 13. Sep. 2023            | 13. Sep. 2023                                  | Mimi Leder         | Charlotte Stoudt                               |
| 22         | 2         | Der Geist in der Maschine     | Ghost in the Machine | 13. Sep. 2023            | 13. Sep. 2023                                  | Mimi Leder         | Michelle Denise Jackson                        |
| 23         | 3         | Weißes Rauschen               | White Noise          | 20. Sep. 2023            | 20. Sep. 2023                                  | Thomas Carter      | Joshua Allen                                   |
| 24         | 4         | Das grüne Licht               | The Green Light      | 27. Sep. 2023            | 27. Sep. 2023                                  | Mark T. Gates III  | Kimi Howl Lee                                  |
| 25         | 5         | Eine Insel der Liebe          | Love Island          | 4. Okt. 2023             | 4. Okt. 2023                                   | Stacie Passon      | Zander Lehmann                                 |
| 26         | 6         | Die Stanford-Studentin        | The Stanford Student | 11. Okt. 2023            | 11. Okt. 2023                                  | Mimi Leder         | Micah Schraft                                  |
| 27         | 7         | Strenge Überprüfung           | Strict Scrutiny      | 18. Okt. 2023            | 18. Okt. 2023                                  | Jennifer Getzinger | Bill Kennedy                                   |
| 28         | 8         | Ziel nicht erreicht?          | DNF                  | 25. Okt. 2023            | 25. Okt. 2023                                  | Millicent Shelton  | Selina Fillinger                               |
| 29         | 9         | Zwei Wahrheiten und eine Lüge | Update Your Priors   | 1. Nov. 2023             | 1. Nov. 2023                                   | Stacie Passon      | Laura Wexler Idee: Shalisha Francis-Feusner    |
| 30         | 10        | Der Overview-Effekt           | The Overview Effect  | 8. Nov. 2023             | 8. Nov. 2023                                   | Mimi Leder         | Anya Leta Idee: Charlotte Stoudt and Anya Leta |

## Nominierungen und Auszeichnungen (Auswahl)
Golden Globe Award
- 2020: nominiert in der Kategorie Beste Serie – Drama
- 2020: nominiert in der Kategorie Beste Serien-Hauptdarstellerin – Drama für Jennifer Aniston
- 2020: nominiert in der Kategorie Beste Serien-Hauptdarstellerin – Drama für Reese Witherspoon

Screen Actors Guild Award
- 2020: ausgezeichnet in der Kategorie Beste Darstellerin in einer Dramaserie für Jennifer Aniston
- 2020: nominiert in der Kategorie Bester Darsteller in einer Dramaserie für Steve Carell
- 2020: nominiert in der Kategorie Bester Darsteller in einer Dramaserie für Billy Crudup
- 2020: nominiert in der Kategorie Bester Nebendarsteller in einer Dramaserie für Billy Crudup

Emmy Awards
- 2024: ausgezeichnet in der Kategorie Bester Nebendarsteller in einer Dramaserie für Billy Crudup
- 2024: nominiert in der Kategorie Bester Nebendarsteller in einer Dramaserie für Mark Duplass
- 2024: nominiert in der Kategorie Bester Nebendarsteller in einer Dramaserie für Jon Hamm